# Flexatono

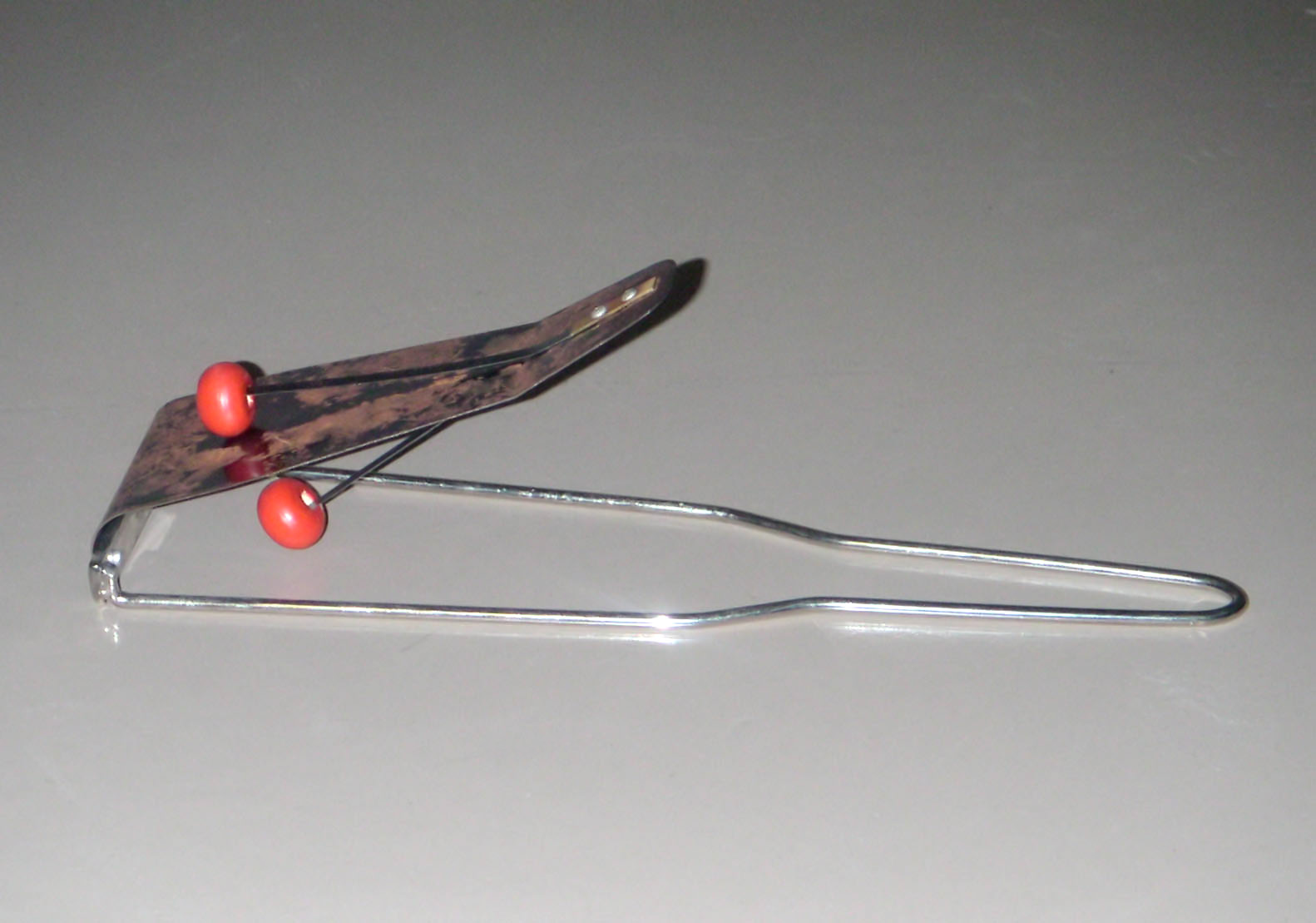
Flexatono.

El flexatono es un instrumento de percusión idiófono de golpe indirecto que consiste en una lámina de metal pequeña y flexible suspendida en un marco de alambre que termina en una mango.

## Utilización
La parte de la lámina que está cerca del mango, está suelta. Un nudo de madera montado en una tira de metal se sitúa en cada lado de la lámina. El ejecutante sostiene el flexatono con una mano alrededor del marco de alambre y el dedo pulgar en la punta libre de la lámina. Luego agita el artefacto, causando que los nudos de madera golpeen los lados de la lámina. El dedo pulgar hace variar el tono, dependiendo de la presión en la lámina. 

## Historia
En 1922 se registró en el Registro Británico de Patentes la invención de un flexatón. En 1924 la Playatone Company (de Nueva York) lo patentó como Flex-a-tone.

## Composiciones con flexatono
Se usa como artefacto de efectos especiales en bandas sonoras de películas, siendo especialmente icónico su uso como efecto de sonido del  Newtype flash en la serie Gundam.
Algunas compositores que han usado este instrumento: 
- Arnold Schoenberg en Variaciones para orquesta y en la ópera Moses y Aron.
- Aram Jachaturián en el segundo movimiento de su Concierto para piano.
- Ernst Krenek en Jonny spielt auf.
- Erwin Schulhoff en su Sinfonía n.º 1.
- Sofia Gubaidulina en El cántico del Sol
- Dmitri Shostakóvich en su ópera La nariz, la suite Hipotéticamente asesinada y el ballet La edad dorada.
- Alfred Schnittke en su tango de Faust cantata, en Tuba Mirum de su Réquiem (concierto para viola).
- György Ligeti en varias obras, como su Concierto para piano y en la ópera Le grand macabre.
- Peter Maxwell-Davies en el tercer movimiento de la Sinfonía n.º 1.
- Malcolm Williamson (Sídney, 1931-2003) en su ballet The display
- Crhistophe Bertrand en su obra Mana.